# Det Store Bombardement
Det store bombardement eller det sene massive bombardement (på engelsk Late Heavy Bombardment, LHB eller lunar cataclysm) skete i en periode for omkring 3,8 til 4 milliarder år siden, da Månen, Jorden, Merkur, Venus og Mars var genstand for byger af nedslag fra verdensrummet. Nærmere bestemt placeres Det Store Bombardement til perioden fra 3,8 til 3,9 milliarder år siden. Bombardementet opstod efter en relativ rolig periode på flere hundrede millioner år og dannede kratere så store som kontinenter. Nyere dansk forskning har vist, at Jorden i perioden for 4,3 til 4,1 milliarder år siden har været udsat for et tidligere meteorbombardement.
Beviserne for Det Store Bombardement kommer fra analyser af månekratere og sten indsamlet på Månen. Man ved endnu ikke, hvad der forårsagede dette bombardement. En teori er, at Jupiters omløbsbane ændredes og forårsagede, at de ydre områder i asteroidebæltet blev renset for små himmellegemer. En del af disse himmellegemer er herefter blevet sendt til det indre af Solsystemet på grund af gravitationen fra Jupiter. En anden teori er, at der et sted i Solsystemet skete en kraftig kollision, som dannede en mængde løst stenmateriale, som senere blev til asteroiderne. Datamodeller viser, at de ydre planeters gravitation kunne have forårsaget, at et stort antal mindre himmellegemer kom ind i det indre solsystem.
Nyere forskning og teorier går på, at Det Store Bombardement kan have været en vigtig brik i livets oprindelse på Jorden. Det ældste spor af liv, som forskere kan acceptere eksistensen af, er 3,8 milliarder år gamle spor på Grønland. Det er en sammenhæng i, at kometbygerne med vand, atmosfære og organiske forbindelser fandt sted nogenlunde samtidig med livets oprindelse. Forskere har ved modelforsøg desuden sandsynliggjort, at komet-nedslag på overfladen af et isdækket himmellegeme som Saturns måne Enceladus eller Jupiters måne Europa kan medføre dannelse af komplekse organiske molekyler ud fra simple molekyler som vand og kuldioxyd. I den chokbølge der følger et stort nedslag, er der betingelser, der kan være et perfekt miljø for dannelse af aminosyrer, der er nogle af livets byggesten. Forskerne foreslår at denne proces kan medvirke til at forklare, hvordan livet startede på Jorden for mellem 4,5 og 3,8 milliarder år siden.

## Det Store Bombardement af Månen
Det Store Bombardement ramte også andre planeter som Merkur, Venus, Mars og værst gik det ud over Månen. Månens overflade er blevet koparret af over 30.000 milliarder kratere. En halv million af dem er over 1,6 kilometer brede. Kraterne stammer fra meteornedslag igennem mange millioner år. Dette kan geologer konkludere, da Månen ingen atmosfære har, og heller ikke er geologisk aktiv. Derfor er meteorkraterne stadig meget intakte i modsætning til Jordens kratere, der er blevet udvisket af vejr og plantevækst, og derfor benævnes Det Store Bombardement også som Måne-Katastrofen. Et af de større månekratere er Mare Orientale med en diameter på 930 km.

## Det Store Bombardement på Jorden
Ved sammenligning med Månen har man konkluderet, at Jordens overflade skulle rumme et stort antal nedslagskratere 
- 22.000 nedslagskratere med diametre større end 20 km
- Omkring 40 nedslagsbassiner med diametre på omkring 1000 km
- Adskillige nedslagsbassiner med diametre på omkring 5000 km

Nedslagene menes at have bragt store mængder vand med sig, se nedenfor "Jordens hydrosfære".

## Beviserne for Det store Bombardement
Omkring 5-600 millioner år efter Solsystemets dannelse begyndte der at være en smule uorden i tyngdekraften omkring planeterne. Det førte til, at store sten og andre objekter i tusindvis rev sig løs som asteroider og blev sendt i omløb i det indre solsystem. Perioden, hvori bombardementet fandt sted, varede flere hundrede millioner år. Kometregnen er en vigtig del af stenplaneternes skabelse, fordi planeterne i denne tidsperiode dannede det meste af deres masse. Beviserne for, at denne begivenhed har dannet størstedelen af Merkur, Venus, Mars og Månens stenmasse kommer primært fra prøver, som man har indsamlet fra Månen. På Månen har man indsamlet prøver fra nogle store nedslagskratere, som menes at stamme fra kometregnen. Disse sten-prøver kan dateres til at have været dannet indenfor tidsintervallet, der går 4,1-3,8 milliarder år tilbage i tiden. Netop på det tidspunkt det menes, at Det Store Bombardement har fundet sted.
Hovedparten af overfladen på Jorden, Merkur, Venus, Mars og Månen består af bjergarten basalt. Når primitiv lava størkner, opstår bjergarten basalt, og det vil sige, at planeternes og Månens overflade engang har været så varm, at den var smeltet. De gigantiske nedslag har skabt flere kilometer store fordybninger i Månens overflade, og forårsagede samtidigt også, at kraterne ved nedslaget blev fyldt op med plateaubasalt. Forskerne har undersøgt basalten på Jorden og Månen samt i marsmeteoritter, og fundet ud af på hvilket tidspunkt, at stenen har været smeltet og har på den måde kunnet datere det tilbage til “Måne-katastrofen”. Månen er den eneste klode i vores solsystem, hvor forskerne faktisk kender den helt præcise alder på nogle af kraterne, f.eks. Mare Tranquillitatis. Astronauterne fra Apollo 11 tog klippemateriale fra krateret med tilbage på Jorden. Geologerne undersøgte materialerne og daterede stenene til at være 3,7 milliarder år gamle. Man har efterfølgende undersøgt mange af Månens kratere, der ligger inden for samme område og har kunnet koble dem til Det Store Bombardement.

## Orbital migration
Mange forskere har diskuteret, hvorfor der umiddelbart efter Det Store Bombardement skete en stigning af asteroider og kometer i det indre solsystem. I dag er man stadig ikke klar over den præcise årsag, men en teori er, at de store gasplaneter gennemgik orbital migration. Orbital migration er en betegnelse for, at planeter, dværgplaneter, asteroider, m.m. ændrer deres bane i Solsystemet. Tidligt i Solsystemets historie skete orbital migration, og det spredte tusindvis af objekter i Solsystemet og dannede asteroidebæltet og Kuiper-bæltet. Mange forskere har en teori om, at det stigende antal asteroider og kometer har en forbindelse til Det Store Bombardement, men denne forbindelse er det endnu ikke lykkedes dem at finde. Grunden til, at man tror det, er bl.a., at man for et par år siden fandt et hidtil fjernt og hidtil ukendt trans-neptunsk objekt kaldet 2007 OR10, som tilfældigvis lå placeret i Kuiper-bæltet. Det specielle ved objektet var, at det var dækket af vand-is, og det menes at kunne have en forbindelse til Det Store Bombardement, da alle kometerne, der dengang for ca. 3,8 milliarder år siden slog ned på Jorden og også dannede Kuiper-bæltet, bestod af 80 % is. 2007 OR10 - uformelt kaldet "Snehvide" - er kandidat til at blive klassificeret som en dværgplanet. Dets størrelse er imellem Haumea og Sedna. Ligesom med Jorden ved universets skabelse, tror forskerne, at "Snehvide" dengang har fanget vandet/isen fra kometerne og spærret det inde i sit indre. Det er på samme måde sivet op til overfladen og altså dannet is-legemet "Snehvide".

## Jordens hydrosfære
Man er ikke sikker på, hvordan Jorden fik sin hydrosfære, dvs. alt det vand, der findes på Jorden. En teori, som flest forskere erklærer sig enige i, er, at mellem to tredjedele og tre fjerdedele af Jordens vand stammer fra millioner af kometer, som ramte Jorden under Det Store Bombardement.
Kometerne bragte vand med sig, da det menes, at de bestod af 80 % is, og da de så smeltede, efterlod det mange millioner km3 vand, der dannede verdenshavene. Det Store Bombardement af Månen, Merkur, Venus og Mars bragte også vand til disse himmellegemer, men på grund af Merkur og Venus’ nærhed til Solen er al vand fordampet og på grund af deres mindre gravitation, findes der nu kun meget lidt vand tilbage på Månen og Mars som is.

## Jordens atmosfære
Grunden til at kometnedslagene kan have været afgørende for livets udvikling, er, at Det Store Bombardement meget vel kan have dannet Jordens atmosfære, og dermed ikke kun givet det livsnødvendige vand, men også ilten. Dette konkluderer man på baggrund af en af Saturn-månerne, Titan, hvis atmosfære blev skabt under Det Store Bombardement.
Titan er den eneste af alle måner, der har en atmosfære. Det gør den til et usædvanligt eksempel, der hidtil har været svært at forklare. Japanske forskere har fundet en løsning på Titans mærkværdige, meget tykke og kvælstofholdige atmosfære samt hvornår, og hvordan den er opstået. Det japanske resultat viser, at Titans atmosfære, der består af 95 % kvælstof, blev skabt ved, at kometer, asteroider og andre store legemer smadrede ned i dens overflade med så meget kraft, at dens ammoniakholdige is blev revet kemisk i stykker. Japanerne lavede et forsøg, der viste, at hvis man affyrede projektiler med en hastighed på mere end 5,5 kilometer i sekundet, ville de simpelthen nedbryde ammoniakken i isen til kvælstof, brint og vanddamp. Derfor kan forskerne konkludere, at kometregnen også kan have skabt Jordens atmosfære og været en vigtig, måske den vigtigste brik i livets oprindelse på Jorden.

## Kometer og livet
Kometer kan også have givet et afgørende bidrag til selve livets opståen på Jorden ved at medbringe organiske forbindelser, så livet ikke skulle starte fra grunden med dannelsen af organiske forbindelser. Undersøgelser af kometen Lovejoy har afsløret et indhold af vand og desuden vist tilstedeværelsen af 21 forskellige organiske forbindelser. Under passagen af Solen er disse molekylære byggeblokke for livet afsløret som fordampende gasser, vand i mængder af op til 20 ton pr sekund og ethylalkohol i mængder ”svarende til 500 flasker vin pr sekund”.